# Alex Borstein
Alexandrea Borstein, plus connue sous le nom d'Alex Borstein, est une actrice, scénariste et productrice américaine née le 15 février 1971 à Highland Park près de Chicago.
Outre ses rôles au cinéma, elle est connue pour ses imitations à la télévision. Elle est également active dans le domaine du doublage et prête notamment sa voix à Lois Griffin dans la série animée Les Griffin. Son travail fut d'ailleurs récompensé par un Primetime Emmy Award du meilleur doublage.
Elle a aussi remporté 2 Primetime Emmy Award de la meilleure actrice dans un second rôle dans une série télévisée comique pour son interprétation de Susie Myerson dans la série télévisée, plébiscitée par les critiques, La Fabuleuse Madame Maisel.

## Biographie
Lors des Emmys de 2019, elle rend hommage à sa grand-mère ayant survécu à l'holocauste.

## Filmographie

### Cinéma

#### Longs métrages
- 2000 : Coyote Girls (Coyote Ugly) de David McNally : cliente soumissionnaire
- 2002 : Bad Boy de Victoria Hochberg : Darcy Smits
- 2002 : Showtime de Tom Dey : la directrice de casting
- 2003 : Lizzie McGuire, le film de Jim Fall : Miss Ungermeyer
- 2003 : Bad Santa de Terry Zwigoff
- 2004 : Seeing Other People de Wallace Wolodarsky : Tracy
- 2004 : Catwoman de Pitof : Sally
- 2005 : Match en famille (Kicking and Screaming) de Jesse Dylan : l'odieuse femme dans le hummer
- 2005 : Good Night and Good Luck de George Clooney : Natalie
- 2006 : Little Man de Keenen Ivory Wayans : Janet
- 2007 : The Lookout de Scott Frank : Mrs. Lange
- 2009 : Kiss and Kill de Robert Luketic : Lily Bailey, une voisine
- 2010 : The Dinner de Jay Roach : la femme aux cheveux rouges (non créditée)
- 2010 : For Christ's Sake de Jackson Douglas : Mme Marcus
- 2012 : Ted de Seth MacFarlane : la mère de John
- 2014 : Albert à l'ouest de Seth MacFarlane : Millie
- 2015 : Noël chez les Cooper (Love the Coopers) de Jessie Nelson : Angie

### Télévision

#### Séries télévisées
- 1997 - 2009 : MADtv : Personnage variés (126 épisodes, également scénariste de 114 épisodes)
- 2000 : Gilmore Girls : Drella / Miss Celine / Divers (9 épisodes)
- 2002 : Titus : Nicky (1 épisode)
- 2003 : Frasier : Evelyn (1 épisode)
- 2003 : Friends : La femme amère de "Pourquoi vous ne m'aimez pas" (1 épisode)
- 2011 - 2015 : Shameless : Lou Deckner (5 épisodes, également productrice de 35 épisodes et scénariste de 5 épisodes)
- 2012 - 2013 : Bunheads : Sweetie Cramer / Hooker (2 épisodes)
- 2012 - 2016 : Workaholics : Colleen Walker (3 épisodes)
- 2013 - 2015 : Getting On : Dawn Forchette (18 épisodes)
- 2015 : Masters of Sex : Loretta (1 épisode)
- 2015 : Life in Pieces : Lynette (1 épisode)
- 2016 : Gilmore Girls : Une nouvelle année : Miss Celine / Drella (2 épisodes)
- 2016 : Son of Zorn : Elizabeth (1 épisode)
- 2017-2023 : La Fabuleuse Madame Maisel : Susie Myerson

#### Téléfilms
- 2002 : Life at Five Feet d'elle-même : Andie Marshack (également scénariste)
- 2007 : The Thick of It de Christopher Guest : Hope Mueller

### En tant que productrice
- 2005 : L'Incroyable Histoire de Stewie Griffin de Pete Michels (vidéofilm - également scénariste)
- 2006 : Take Alex to Work Day de Dan Karcher (court métrage)
- 2006 : Drop Dead Gorgeous (In a Down-to-Earth Bombshell Sort of Way) de Jackson Douglas (vidéofilm - également scénariste)

### En tant que scénariste
- 1996 : Les Spectraculaires Nouvelles Aventures de Casper (série télévisée)
- 1998 : Monster Farm (série télévisée)
- 1998 - 1999 : Histeria! (en) (série télévisée, 5 épisodes)
- 1999 : Minus, Elmira et Cortex (série télévisée, 1 épisode)
- 2009 : Seth & Alex's Almost Live Comedy Show de Jackson Douglas et Louis J. Horvitz (court métrage)

## Voix

### Films

#### Court métrage d'animation
- 2013 : M.Y.C. de Sascha Ciezata : Chèvre

#### Longs métrages d'animation
- 2005 : L'Incroyable Histoire de Stewie Griffin de Pete Michels et Peter Shin : Lois Griffin / Tricia Takanawa / Vanessa / Additional Voices (vidéofilm, également scénariste)
- 2012 : L'Étrange Pouvoir de Norman de Chris Butler et Sam Fell : Mme Henscher
- 2016 : Angry Birds, le film de Clay Kaytis et Fergal Reilly : Sophie / Peggy
- 2025 : Les Bad Guys 2 (The Bad Guys 2) de Pierre Perifel : Misty Luggins

### Télévision

#### Séries télévisées d'animation
- 1993 - 1994 : Power Rangers : Divers (voix, 4 épisodes)
- 1996 : Beetleborgs : Cataclaws (voix, 1 épisode)
- 1996 : Power Rangers : Zeo : Queen Machina (voix, 12 épisodes)
- depuis 1998 : Les Griffin : Lois Griffin / Tricia Takanawa / Voix additionnelles (également productrice de 63 épisodes et scénariste de 45 épisodes)
- 2001 - 2019 : Robot Chicken : Wonder Woman / Rita Repulsa / La mère de Jamie / ... (voix, 11 épisodes)
- 2002 - 2003 : 3-South : Becky (voix, 3 épisodes)
- 2006 : Drawn Together : Lois Griffin / Jelly Donuts Leader (voix, 2 épisodes)
- 2006 - 2016 : American Dad! : docteur Gupta (voix, 2 épisodes)
- 2007 - 2009 : Slacker Cats (en) : Latoyah (voix, 11 épisodes)
- 2008 - 2010 : Seth MacFarlane's Cavalcade of Cartoon Comedy (en) : Femme / Abbie / Kelly / ... (voix, 6 épisodes)
- 2009 - 2013 : The Cleveland Show : Hadassah Lowenstein / Trish / Cake Woman / ... (voix, 17 épisodes)
- 2009 : Glenn Martin, DDS: Clerk (voix, 1 épisode)
- 2012 : Hot in Cleveland : Preshi (voix, 1 épisode)
- 2016 : Bordertown : Janice / Becky Buckwald (voix, 12 épisodes)
- 2017 : Animals (en) : Lois Griffin (voix, 1 épisode)

### Jeux vidéo
- 2006 : Les Griffin, le jeu vidéo (Family Guy) : Lois Griffin
- 2012 : Family Guy: Back to the Multiverse (en) : Lois Griffin
- 2014 : Family Guy : À la recherche des trucs : Lois Griffin

## Distinctions
Sauf indication contraire ou complémentaire, les informations mentionnées dans cette section proviennent de la base de données IMDb.

### Récompenses
- DVD Exclusive Awards 2006 : meilleur scénario pour L'Incroyable Histoire de Stewie Griffin
- 70e cérémonie des Primetime Emmy Awards : 
  - meilleure actrice dans un second rôle dans une série télévisée comique pour La Fabuleuse Mme Maisel
  - meilleur doublage pour Les Griffin
- Online Film & Television Association 2018 : meilleure actrice dans un second rôle dans une série télévisée comique pour La Fabuleuse Mme Maisel
- Critics' Choice Television Awards 2019 : meilleure actrice dans un second rôle dans une série télévisée comique pour La Fabuleuse Mme Maisel
- Online Film & Television Association 2019 : meilleure actrice dans un second rôle dans une série télévisée comique pour La Fabuleuse Mme Maisel
- 71e cérémonie des Primetime Emmy Awards : meilleure actrice dans un second rôle dans une série télévisée comique pour La Fabuleuse Mme Maisel
- 25e cérémonie des Screen Actors Guild Awards : meilleure distribution pour une série télévisée comique pour La Fabuleuse Mme Maisel

### Nominations
- Gold Derby Awards 2006 : meilleure distribution pour Good Night, and Good Luck.[2]
- Online Film & Television Association 2006 : meilleure performance de doublage pour Les Griffin
- 12e cérémonie des Screen Actors Guild Awards : meilleure distribution pour Good Night, and Good Luck.[2]
- Online Film & Television Association 2007 : meilleure performance de doublage pour Les Griffin
- 60e cérémonie des Primetime Emmy Awards : meilleur programme d'animation pour Les Griffin[3]
- 65e cérémonie des Primetime Emmy Awards : meilleur doublage pour Les Griffin
- Critics' Choice Television Awards 2018 : meilleure actrice dans un second rôle dans une série télévisée comique pour La fabuleuse Mme Maisel
- Gold Derby Awards 2018 : meilleure actrice dans un second rôle dans une série télévisée comique pour La fabuleuse Mme Maisel
- 76e cérémonie des Golden Globes : meilleure actrice dans un second rôle dans une série, une mini-série ou un téléfilm pour La fabuleuse Mme Maisel
- Gold Derby Awards 2019 : meilleure actrice dans un second rôle dans une série télévisée comique pour La fabuleuse Mme Maisel
- 71e cérémonie des Primetime Emmy Awards : meilleur doublage pour Les Griffin
- 25e cérémonie des Screen Actors Guild Awards : meilleure actrice dans une série télévisée comique pour La fabuleuse Mme Maisel